# Первенство РСФСР по футболу среди сборных команд городов 1934
VIII Чемпионат РСФСР по футболу среди сборных команд городов и регионов был разыгран с 24 по 30 сентября 1934 года в Иваново.
В этом чемпионате впервые не приняли участие сборные Москвы и Ленинграда.
В турнире первенствовала команда города Воронежа.

## Организация и проведение турнира

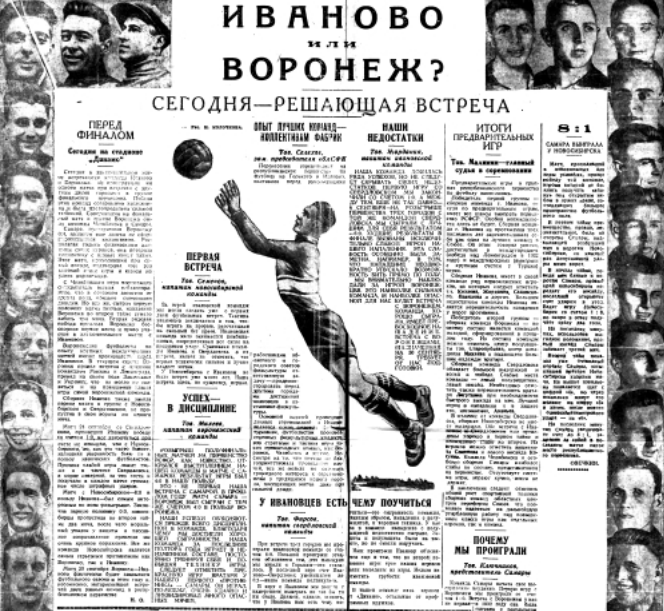

Чемпионат проводился среди сборных команд городов по следующей схеме: участники были разделены на 8 отборочных групп по территориальному признаку (называемых, в терминах тех лет, «кустами»), победители которых в финальном турнире (проходящем в одном городе) определяли чемпиона.
Утвержденным Положением о розыгрыше предусматривалось участие 28 команд; в реальности в чемпионате выступили 22 команды, представляющие 20 городов.

### Отборочные соревнования
Победителями «кустовых» соревнований стали
- «куст» 1 — Новосибирск
- «куст» 2 — Иваново
- «куст» 3 — Свердловск
- «куст» 4 — Воронеж
- «куст» 5 — Сталинград
- «куст» 6 — Горький (город, запланированный к проведению финального турнира) — проходил в финал без отбора
- «куст» 7 — Москва (без отбора)
- «куст» 8 — Ленинград (без отбора)

Однако в процессе и после завершения отборочных соревнований возникли следующие изменения
- Решением Высшего совета физической культуры (ВСФК) СССР за месяц до начала финальный турнир был перенесен из Горького в Иваново. Команда Горького лишилась места в финальной стадии; ее заменил занявший второе место в 3-м «кусте» Челябинск
- Сборная Сталинграда отказалась от участия в финальном турнире; ее заменила занявшая второе место в том же «кусте» Самара
- Сборные Москвы и Ленинграда отказались от участия в турнире (в финальной стадии их места остались незанятыми). В дальнейшем, при проведении различных футбольных соревнований между сборными республик СССР Москва и Ленинград, как правило, выделялись в отдельные команды всесоюзного уровня, не являясь более в спортивном отношении частью РСФСР.

Был проведен также «утешительный» финал за места с 7 по 13 (7 участников), проходивший в Сталинграде.

## Ход турнира
Участвовавшие в турнире 6 команд были поделены на две подгруппы, в которых проводили матчи по круговой системе. Победители подгрупп встречались в стыковом матче за чемпионство; аналогично прочие команды оспаривали третье и пятое места.

### Группа «А»
| № | Команды     | 1   | 2   | 3   | В | Н | П | М      | О |
| - | ----------- | --- | --- | --- | - | - | - | ------ | - |
|   | Иваново     |     | 1:0 | 8:0 | 2 | 0 | 0 | 9 — 0  | 6 |
| 2 | Свердловск  | 0:1 |     | 2:2 | 0 | 1 | 1 | 2 — 3  | 3 |
| 3 | Новосибирск | 0:8 | 2:2 |     | 0 | 1 | 1 | 2 — 10 | 3 |

#### Матчи
| 24 сен | Иваново               | 1:0 | Свердловск | «Динамо», Иваново |
| | - Щибров (2Т)′ (пен.) |     |            |                   |
| Иваново: Поталов - М.Денисов, Коротков - С.Козлов, Жордания , Аникин - Гончаренко, Щибров, Садовский, Сомов, Вавилов Свердловск: Лагуткин - Ананьев, Степанов - Молчанов, Обтемперанский, Ульянов - Жеков, Фирсов , Лутошкин, Фомин, Дубов |                       |     |            |                   |

| 25 сен | Иваново          | 8:0 | Новосибирск | «Динамо», Иваново |
| | - Гончаренко 63′ |     |             | Судья: И.Малинин  |
| Иваново: Поталов - ..., ... - С.Козлов, ..., ... - Гончаренко, ..., Садовский, ..., Вавилов Новосибирск: ... П.Семенов , Костин ... |                  |     |             |                   |

| 27 сен | Свердловск  | 2:2 | Новосибирск   | «Динамо», Иваново |
| | - 25′ - 54′ |     | - 28′ - (1Т)′ |                   |
| Свердловск: Лагуткин - Ананьев, Степанов - Молчанов, Обтемперанский, Ульянов - Жеков, Фирсов , Лутошкин, Фомин, Дубов Новосибирск: ... П.Семенов , Костин ... |             |     |               |                   |

### Группа «Б»
| № | Команды   | 1   | 2   | 3   | В | Н | П | М     | О |
| - | --------- | --- | --- | --- | - | - | - | ----- | - |
|   | Воронеж   |     | 3:0 | 4:0 | 2 | 0 | 0 | 7 — 0 | 6 |
| 2 | Челябинск | 0:3 |     | 4:1 | 1 | 0 | 1 | 4 — 4 | 4 |
| 3 | Самара    | 0:4 | 1:4 |     | 0 | 0 | 2 | 1 — 8 | 2 |

#### Матчи
| 24 сен | Воронеж           | 4:0 | Самара | «Динамо», Иваново             |
| | - 8′ (пен.) - 22′ |     |        | Зрителей: 5 000 Судья: Герцен |
| Воронеж: Баев - Пучков, Робаковский - Елкин, Стародубцев, ... - Митягин, А.Алексеев, Михеев , ..., Данковцев |                   |     |        |                               |

| 26 сен | Челябинск                   | 4:1 | Самара | «Динамо», Иваново         |
| | - 1:1′ (пен.) - 2:1′ (пен.) |     | - 20′  | Судья: Чесноков (Иваново) |
| Челябинск: Иванов - Опиани , Снагова - Горшков, Смирных, Шишкин - Руденко, Созинов, Робель, Фальковский, Гришечкин |                             |     |        |                           |

| 26 сен | Воронеж                       | 3:0 | Челябинск | «Динамо», Иваново |
| | - Скоропулов 57′ - Михеев 83′ |     |           |                   |
| Воронеж: ... Скоропулов, Михеев ... Челябинск: Иванов - Опиани , Снагова - Горшков, Смирных, Шишкин - Руденко, Созинов, Робель, Фальковский, Гришечкин |                               |     |           |                   |

### Стыковые матчи
Матч за V место
| 29 сен                                  | Самара | 8:1 | Новосибирск | «Динамо», Иваново |
| Новосибирск: ... П.Семенов , Костин ... |        |     |             |                   |

Матч за III место
| 30 сен | Свердловск | 2:1 | Челябинск | «Динамо», Иваново |
| Свердловск: Лагуткин - Ананьев, Степанов - Молчанов, Обтемперанский, Ульянов - Жеков, Фирсов , Лутошкин, Фомин, Дубов Челябинск: Иванов - Опиани , Снагова - Горшков, Смирных, Шишкин - Руденко, Созинов, Робель, Фальковский, Гришечкин |            |     |           |                   |

### Финал
| Воронеж                                  | 5:0 | Иваново |
| ---------------------------------------- | --- | ------- |
| - 12′ - А.Алексеев 2:0′ 41′ - Михеев 48′ |     |         |

| Воронеж: Баев - Пучков, А.Тучков - Елкин, Стародубцев, Федосеев - Митягин, А.Алексеев, Михеев , Скоропулов, Данковцев Иваново: Поталов - М.Денисов, Коротков - С.Козлов, Жордания , Аникин - Гончаренко, Щибров, Садовский, Сомов, Вавилов |

## Итоговое положение команд
| М | Команда     | И | В | Н | П | М      |
| - | ----------- | - | - | - | - | ------ |
|   | Воронеж     | 3 | 3 | 0 | 0 | 12 — 0 |
|   | Иваново     | 3 | 2 | 0 | 1 | 9 — 5  |
|   | Свердловск  | 3 | 1 | 1 | 1 | 4 — 4  |
| 4 | Челябинск   | 3 | 1 | 0 | 2 | 5 — 6  |
| 5 | Самара      | 3 | 1 | 0 | 2 | 9 — 9  |
| 6 | Новосибирск | 3 | 0 | 2 | 1 | 3 — 18 |